# NGC 3537/2
NGC 3537/2 је лентикуларна галаксија у сазвежђу Пехар која се налази на NGC листи објеката дубоког неба.
Деклинација објекта је - 10° 15' 32" а ректасцензија 11h 8m 27,0s. Привидна величина (магнитуда) објекта NGC 3537 износи 13,5 а фотографска магнитуда 14,5.